# Aansprakelijkheidslimiet
Een aansprakelijkheidslimiet is een regeling waarbij de aansprakelijkheid van een instantie wordt beperkt tot een bepaald limietbedrag. Dit bedrag kan worden vastgesteld door middel van een overeenkomst tussen beide partijen, of is vastgesteld in een wettelijke regeling of door middel van een internationaal verdrag.
Bijvoorbeeld:
- Beperking van de aansprakelijkheid van de eigenaar van een nucleaire installatie (Wet aansprakelijkheid kernongevallen).
- Beperking van de aansprakelijkheid van de vervoerder bij internationaal luchtvervoer (Verdrag van Warschau, Protocol van Den Haag 1955, Verdrag van Montreal).
- Beperking van de aansprakelijkheid van de vervoerder in de binnenvaart.
- Beperking van de aansprakelijkheid van de expliotant van een zeeschip (Londens verdrag van 1976).
- Beperking van de aansprakelijkheid van de eigenaar van een vliegtuig bij een ongeluk.
- Beperking van de aansprakelijkheid van verzekeraars bij terreur-aanslagen tot een maximumbedrag per incident voor alle verzekerder tezamen.